# Henri Pouctal
Henri Pouctal, nome completo Albert Henri Pouctal (La Ferté-sous-Jouarre, 21 ottobre 1860 – Parigi, 2 febbraio 1922), è stato un regista francese.

Conosciuto per i suoi film muti del 1910 e la sua direzione nella serie Le comte de Monte Cristo del 1918, ha diretto circa 100 film tra il 1908 e il 1922.

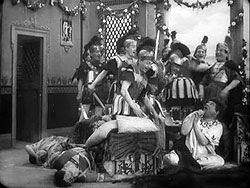
una scena del film Vitellius (1910) diretto da Henri Pouctal

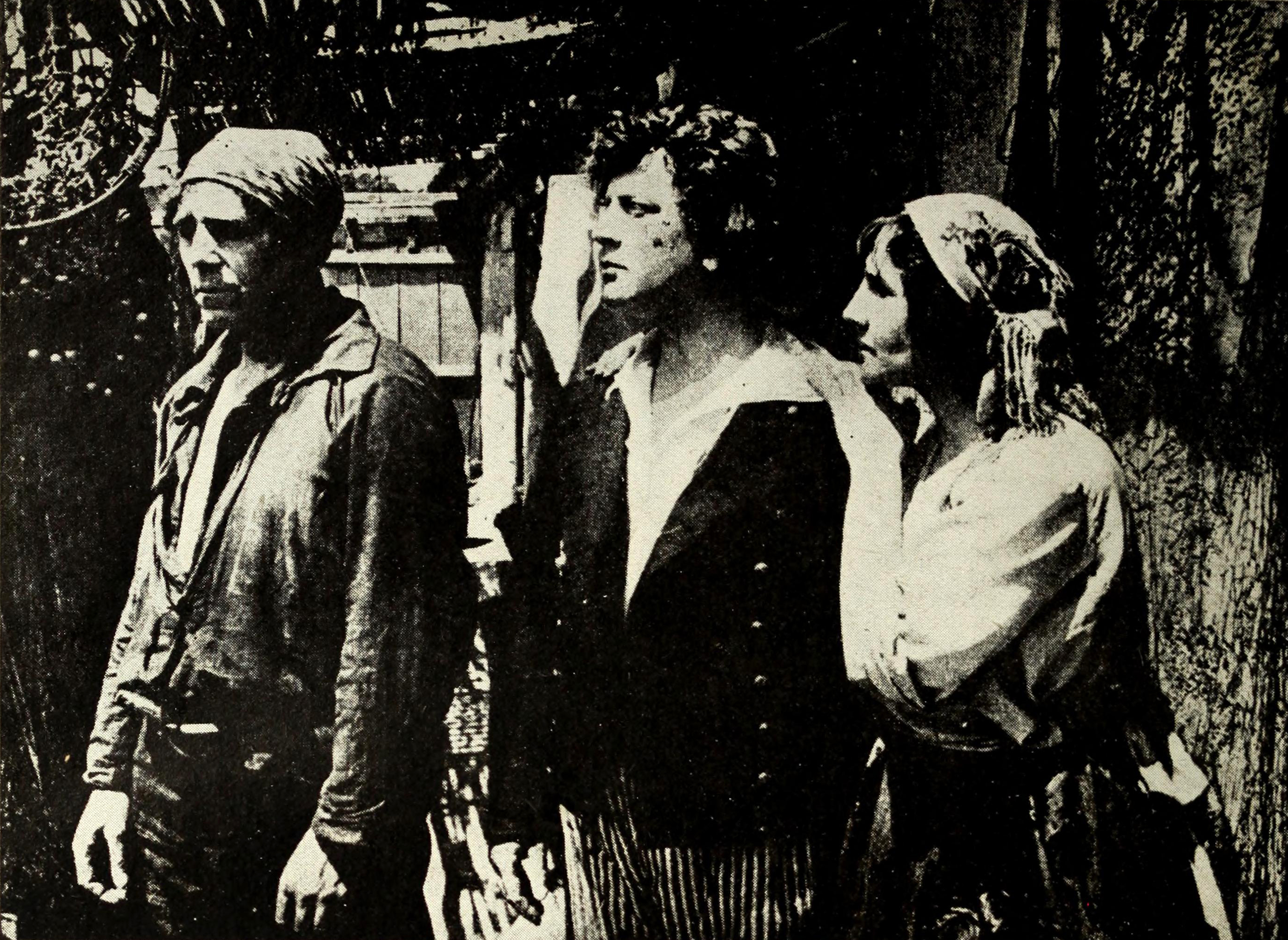
Le comte de Monte Cristo (1918): al centro Leon Mathot, a destra Nelly Cormon.

## Biografia
Ha iniziato la sua carriera nel cinema come assistente dei registi André Calmettes e Charles Le Bargy per le riprese nel 1908 del film, L'Assassinat du duc de Guise (L'assassinio del Duca di Guisa). Nel 1911 realizza insieme ad André Calmettes, Le colonel Chabert da una novella di Honoré de Balzac. Nel 1912 realizza insieme ad André Calmettes e Louis Mercanton, La dame aux camélias da una novella di Alexandre Dumas con l'attrice Sarah Bernhardt. Durante la prima guerra mondiale, ha diretto produzioni patriottiche come: L'infermiera (1914), Dette de haine (1915), La fille du Boche (1915), France d'abord (1915), Alsace (1916) ed Chantecoq (1916).  Nel 1918, ha diretto quindici episodi della serie Le comte de Monte Cristo, aumentando così la sua reputazione, ma l'eccellente regia di Travail (1920), gli ha permesso di raggiungere il massimo della sua notorietà.

## Filmografia

### Regista
- La retraite, co-regia di André Calmettes (1908)
- Le curé de campagne (1908)
- Werther (1910)
- Vitellius (1910)
- L'usurpateur, co-regia di André Calmettes (1911)
- Pour l'empereur, co-regia di André Calmettes (1911)
- Le colonel Chabert, co-regia di André Calmettes (1911)
- La jacquerie, révolution paysanne de 1358 (1911)
- La grande marnière (1911)
- Décadence, co-regia di André Calmettes (1911)
- Camille Desmoulins, co-regia di André Calmettes (1911)
- Le calvaire d'une mère, co-regia Adrien Caillard (1912)
- Chaînes rompues (1912)
- La femme qui assassina (1912)
- Gerval, le maître de forges (1912)
- Théodora (1912)
- Pour la couronne (1912)
- Les trois mousquetaires, co-regia di André Calmettes (1912)
- La Dame aux camélias, co-regia di André Calmettes e Louis Mercanton (1912)
- Les plumes de paon (1912)
- Le saltimbanque (1912)
- La camargo (1912)
- Joséphine impératrice (1912)
- Blanchette (1912)
- Le manteau de zibeline (1913)
- La robe rouge (1913)
- Comtesse Sarah (1913)
- La petite Fifi (1913)
- Un sauvetage (1913)
- Sous le masque (1913)
- Serge Panine (1913)
- Le trait d'union (1913)
- Les aventures du chevalier de Faublas (1913)
- Le mannequin (1913)
- Le dindon (1913)
- La mère coupable (1913)
- L'honneur (1913)
- Jack a un flirt dans la mode (1913)
- Frères ennemis (1913)
- Fille d'auberge (1913)
- Denise (1913)
- Danton (1913)
- Colette (1913)
- Claudine (1913)
- Un fil à la patte (1914)
- Le roman d'un spahi (1914)
- L'alibi (1914)
- Un Chouan (1914)
- Papillon dit Lyonnais Le Juste (1914)
- Monsieur Chasse (1914)
- Les flambeaux (1914)
- Le légionnaire (1914)
- Le droit de l'enfant (1914)
- La rose rouge (1914)
- La haine (1914)
- L'infermiera (1914)
- L'heure tragique (1914)
- Dans la rafale, co-regia di Georges-André Lacroix (1914)
- France d'abord (1915)
- Les deux mères (1915)
- Pêcheur d'Islande (1915)
- La menace (1915)
- La fille du Boche (1915)
- La brebis perdue (1915)
- Dette de haine (1915)
- André Cornélis (1915)
- Quand même (1916)
- Debout les morts!, co-regia di André Heuzé e Léonce Perret (1916)
- Alsace (1916)
- La flambée (1916)
- L'homme masqué (1916)
- L'affaire du Grand-Théâtre (1916)
- Chantecoq (1916)
- L'instinct (1916)
- Volonté (1917)
- En détresse (1917)
- Le comte de Monte Cristo - Épisode 1: Edmond Dantès (1918)
- Le comte de Monte Cristo - Épisode 2: Le prisonnier du Château d'If (1918)
- Le comte de Monte Cristo - Épisode 3: L'abbé Faria (1918)
- Le comte de Monte Cristo - Épisode 4: Le trésor du comte de Monte Cristo (1918)
- Le comte de Monte Cristo - Épisode 5: L'auberge du pont du Gard (1918)
- Le comte de Monte Cristo - Épisode 6: Les trois vengeances (1918)
- Le comte de Monte Cristo - Épisode 7: Le philanthrope (1918)
- Le comte de Monte Cristo - Épisode 8: Les grottes de Monte Cristo (1918)
- Le comte de Monte Cristo - Épisode 9: La conquête de Paris (1918)
- Le comte de Monte Cristo - Épisode 10: Haydée (1918)
- Le comte de Monte Cristo - Épisode 11: La revanche d'Haydée (1918)
- Le comte de Monte Cristo - Épisode 12: Le crédit illimité (1918)
- Le comte de Monte Cristo - Épisode 13: Les derniers exploits de Caderousse (1918)
- Le comte de Monte Cristo - Épisode 14: Châtiments (1918)
- Le comte de Monte Cristo - Épisode 15: Le triomphe de Dantès (1918)
- Travail (1920)
- Le Dieu du hasard (1920)
- Gigolette (1921)
- La résurrection du Bouif (1922)
- Le Crime du Bouif (1922)

### Attore
- Résurrection, regia di André Calmettes e Henri Desfontaines (1909)
- La grande bretèche, regia di André Calmettes (1909)
- L'écharpe, regia di André Calmettes (1910)
- Le pardon (1911)
- La fin d'un joueur, regia di André Calmettes e Henri Étiévant (1911)
- Jésus de Nazareth, regia di André Calmettes e Henri Desfontaines (1911)
- Le chevalier d'Essex, co-regia di André Calmettes (1911)
- Une aventure de Jack Johnson, champion de boxe toutes catégories du monde (1913)